# Mistrovství světa v rychlostní kanoistice – kajak muži
Toto je seznam medailistů v kajaku z mistrovství světa ICF v rychlostní kanoistice.

## K1 1000 metrů
Neuskutečněno: 1948. 
| Rok / Místo           | Zlato                                         | Stříbro                    | Bronz                      |
| --------------------- | --------------------------------------------- | -------------------------- | -------------------------- |
| 1938 Vaxholm          | Karl Widmark (SWE)                            | Helmut Cämmerer            | Gregor Hradetzky (AUT)     |
| 1950 Kodaň            | Gert Fredriksson (SWE)                        | Thorvald Strömberg (FIN)   | Lars Petterson (SWE)       |
| 1954 Mâcon            | Gert Fredriksson (SWE)                        | Louis Gantois (FRA)        | Ferenc Hatlaczky (HUN)     |
| 1958 Praha            | Fritz Briel (GER)                             | Ferenc Hatlaczky (HUN)     | Gert Fredriksson (SWE)     |
| 1963 Jajce            | Erik Hansen (DEN)                             | Aurel Vernescu (ROU)       | Siegfried Rossberg (GDR)   |
| 1966 Východní Berlín  | Aleksandr Shaparenko (URS)                    | Erik Hansen (DEN)          | Imre Kemecsey (HUN)        |
| 1970 Kodaň            | Aleksandr Shaparenko (URS)                    | Lars Andersson (SWE)       | Grzegorz Śledziewski (POL) |
| 1971 Bělehrad         | Grzegorz Śledziewski (POL)                    | Lars Andersson (SWE)       | Aleksandr Shaparenko (URS) |
| 1973 Tampere          | Géza Csapó (HUN)                              | Grzegorz Śledziewski (POL) | Aleksandr Shaparenko (URS) |
| 1974 Mexico City      | Géza Csapó (HUN)                              | Grzegorz Śledziewski (POL) | Oreste Perri (ITA)         |
| 1975 Bělehrad         | Oreste Perri (ITA) Grzegorz Śledziewski (POL) | Nebyla udělena             | Rüdiger Helm (GDR)         |
| 1977 Sofia            | Vasile Dîba (ROU)                             | Rüdiger Helm (GDR)         | Oreste Perri (ITA)         |
| 1978 Bělehrad         | Rüdiger Helm (GDR)                            | Milan Janić (YUG)          | Vitaliy Trukshin (URS)     |
| 1979 Duisburg         | Rüdiger Helm (GDR)                            | Ion Bîrlădeanu (ROU)       | Felix Masár (TCH)          |
| 1981 Nottingham       | Rüdiger Helm (GDR)                            | Ion Bîrlădeanu (ROU)       | Einar Rasmussen (NOR)      |
| 1982 Bělehrad         | Rüdiger Helm (GDR)                            | Alan Thompson (NZL)        | Einar Rasmussen (NOR)      |
| 1983 Tampere          | Rüdiger Helm (GDR)                            | Arturas Veta (URS)         | Alan Thompson (NZL)        |
| 1985 Mechelen         | Ferenc Csipes (HUN)                           | Heiko Zinke (GDR)          | Kalle Sundqvist (SWE)      |
| 1986 Montreal         | Jeremy West (GBR)                             | Ferenc Csipes (HUN)        | Harry Nolte (GDR)          |
| 1987 Duisburg         | Greg Barton (USA)                             | Ferenc Csipes (HUN)        | Morten Ivarsen (NOR)       |
| 1989 Plovdiv          | Zsolt Gyulay (HUN)                            | Torsten Krentz (GDR)       | Kalle Sundqvist (SWE)      |
| 1990 Poznań           | Knut Holmann (NOR)                            | Maciej Freimut (POL)       | Philippe Boccara (FRA)     |
| 1991 Paříž            | Knut Holmann (NOR)                            | Ferenc Csipes (HUN)        | Greg Barton (USA)          |
| 1993 Kodaň            | Knut Holmann (NOR)                            | Thor Nielsen (DEN)         | Marin Popescu (ROU)        |
| 1994 Mexico City      | Clint Robinson (AUS)                          | Zsolt Borhi (HUN)          | Knut Holmann (NOR)         |
| 1995 Duisburg         | Knut Holmann (NOR)                            | Clint Robinson (AUS)       | Lutz Liwowski (GER)        |
| 1997 Dartmouth        | Botond Storcz (HUN)                           | Beniamino Bonomi (ITA)     | Knut Holmann (NOR)         |
| 1998 Szeged           | Lutz Liwowski (GER)                           | Knut Holmann (NOR)         | Javier Correa (ARG)        |
| 1999 Milan            | Lutz Liwowski (GER)                           | Knut Holmann (NOR)         | Torsten Tranum (DEN)       |
| 2001 Poznań           | Babak Amir-Tahmasseb (FRA)                    | Javier Correa (ARG)        | Lutz Liwowski (GER)        |
| 2002 Seville          | Eirik Verås Larsen (NOR)                      | Javier Correa (ARG)        | Adam Seroczyński (POL)     |
| 2003 Gainesville      | Ben Fouhy (NZL)                               | Adam van Koeverden (CAN)   | Nathan Baggaley (AUS)      |
| 2005 Záhřeb           | Eirik Verås Larsen (NOR)                      | Adam van Koeverden (CAN)   | Nathan Baggaley (AUS)      |
| 2006 Szeged           | Markus Oscarsson (SWE)                        | Tim Brabants (GBR)         | Ben Fouhy (NZL)            |
| 2007 Duisburg         | Tim Brabants (GBR)                            | Adam van Koeverden (CAN)   | Eirik Verås Larsen (NOR)   |
| 2009 Dartmouth        | Max Hoff (GER)                                | Anders Gustafsson (SWE)    | Adam van Koeverden (CAN)   |
| 2010 Poznań           | Max Hoff (GER)                                | Tim Brabants (GBR)         | Aleh Yurenia (BLR)         |
| 2011 Szeged           | Adam Van Koeverden (CAN)                      | Anders Gustafsson (SWE)    | Eirik Verås Larsen (NOR)   |
| 2013 Duisburg         | Max Hoff (GER)                                | Ken Wallace (AUS)          | Bence Dombvári (HUN)       |
| 2014 Moskva           | Josef Dostál (CZE)                            | Miroslav Kirchev (BUL)     | René Holten Poulsen (DEN)  |
| 2015 Milan            | René Holten Poulsen (DEN)                     | Josef Dostál (CZE)         | Fernando Pimenta (POR)     |
| 2017 Račice           | Tom Liebscher (GER)                           | Fernando Pimenta (POR)     | Josef Dostál (CZE)         |
| 2018 Montemor-o-Velho | Fernando Pimenta (POR)                        | Max Rendschmidt (GER)      | Josef Dostál (CZE)         |
| 2019 Szeged           | Bálint Kopasz (HUN)                           | Josef Dostál (CZE)         | Fernando Pimenta (POR)     |
| 2021 Kodaň            | Fernando Pimenta (POR)                        | Bálint Kopasz (HUN)        | Aleh Yurenia (BLR)         |
| 2022 Dartmouth        | Bálint Kopasz (HUN)                           | Fernando Pimenta (POR)     | Jacob Schopf (GER)         |
| 2023 Duisburg         | Fernando Pimenta (POR)                        | Ádám Varga (HUN)           | Jakob Thordsen (GER)       |

## K1 10000 metrů (ukončeno)
Neuskutečněno: 1948. 
| Rok / Místo             | Zlato                      | Stříbro                    | Bronz                     |
| ----------------------- | -------------------------- | -------------------------- | ------------------------- |
| 1938 Vaxholm            | Karl Widmark (SWE)         | Czesław Sobieraj (POL)     | Egon Nilsson (SWE)        |
| 1938 Vaxholm (skládací) | Arne Bogren (SWE)          | Kamill Balatoni (HUN)      | Günter Nowatzki           |
| 1950 Kodaň              | Thorvald Strömberg (FIN)   | Gert Fredriksson (SWE)     | Arne Jansson (SWE)        |
| 1954 Mâcon              | Ferenc Hatlaczky (HUN)     | Miloš Pech (TCH)           | Harald Eriksen (NOR)      |
| 1958 Praha              | Thorvald Strömberg (FIN)   | Ladislav Čepčianský (TCH)  | Vagn Schmidt (DEN)        |
| 1963 Jajce              | Fritz Briel (GER)          | Sven-Olav Sjödelius (SWE)  | Mihály Hesz (HUN)         |
| 1966 Východní Berlín    | Mihály Hesz (HUN)          | Vladimir Zemlyakov (URS)   | Fritz Briel (GER)         |
| 1970 Kodaň              | Viktor Carev (URS)         | Erik Hansen (DEN)          | Péter Völgyi (HUN)        |
| 1971 Bělehrad           | Viktor Carev (URS)         | Péter Völgyi (HUN)         | Jochen Schneider (GER)    |
| 1973 Tampere            | Aleksandr Shaparenko (URS) | Péter Völgyi (HUN)         | Flemming Andersen (DEN)   |
| 1974 Mexico City        | Oreste Perri (ITA)         | Aleksandr Shaparenko (URS) | Péter Völgyi (HUN)        |
| 1975 Bělehrad           | Oreste Perri (ITA)         | Erich Pasch (GER)          | Kasimirz Nikin (POL)      |
| 1977 Sofia              | Oreste Perri (ITA)         | István Fábián (HUN)        | Nikolay Stepanenko (URS)  |
| 1978 Bělehrad           | Milan Janić (YUG)          | Nikolay Stepanenko (URS)   | István Joós (HUN)         |
| 1979 Duisburg           | Milan Janić (YUG)          | Einar Rasmussen (NOR)      | Nikolay Stepanenko (URS)  |
| 1981 Nottingham         | Einar Rasmussen (NOR)      | Milan Janić (YUG)          | István Fábián (HUN)       |
| 1982 Bělehrad           | Milan Janić (YUG)          | Einar Rasmussen (NOR)      | Nikolay Astapkovich (URS) |
| 1983 Tampere            | Einar Rasmussen (NOR)      | Milan Janić (YUG)          | Rick Daman (NED)          |
| 1985 Mechelen           | Greg Barton (USA)          | László Nieberl (HUN)       | Grant Bramwell (NZL)      |
| 1986 Montreal           | Ferenc Csipes (HUN)        | Bernard Brégeon (FRA)      | Stanislav Boreyko (URS)   |
| 1987 Duisburg           | Greg Barton (USA)          | Attila Szabó (TCH)         | Einar Rasmussen (NOR)     |
| 1989 Plovdiv            | Attila Szabó (TCH)         | Stanislav Boreyko (URS)    | José Garcia (POR)         |
| 1990 Poznań             | Philippe Boccara (FRA)     | Greg Barton (USA)          | Torsten Krentz (GDR)      |
| 1991 Paříž              | Greg Barton (USA)          | Beniamino Bonomi (ITA)     | Morten Ivarsen (NOR)      |
| 1993 Kodaň              | Thor Nielsen (DEN)         | Knut Holmann (NOR)         | Attila Szabó (SVK)        |

## K2 1000 metrů
Neuskutečněno: 1948. 
| Rok / Místo           | Zlato                                               | Stříbro                                           | Bronz                                                |
| --------------------- | --------------------------------------------------- | ------------------------------------------------- | ---------------------------------------------------- |
| 1938 Vaxholm          | Helmut Triebe Hans Eberle Německo                   | Kurt Bodo Hans Berglund Švédsko                   | Poul Larsen Vagin Jørgensen Dánsko                   |
| 1950 Kodaň            | Lars Glasser Ingemar Hedberg Švédsko                | Ivar Matthisen Knut Østby Norsko                  | Piet Bakker Harri Kooistra Nizozemsko                |
| 1954 Mâcon            | István Mészáros György Mészáros Maďarsko            | Michel Scheurer Gustav Schmidt Západní Německo    | Helmut Nuller Günter Krammer Západní Německo         |
| 1958 Praha            | Henri Verbrugghe Germain van der Moere Belgie       | Yevgeny Yatsinenko Ivan Golovatzhev Sovětský svaz | Mikhail Kaleeste Anatoliy Demitkov Sovětský svaz     |
| 1963 Jajce            | Vasilie Nicoarǎ Haralambie Ivanov Rumunsko          | Wolfgang Lange Dieter Krause Východní Německo     | Nikolay Zhushikov Anatoli Grishin Sovětský svaz      |
| 1966 Východní Berlín  | Aleksandr Shaparenko Yuiry Zhetchenko Sovětský svaz | Aurel Vernescu Atanase Sciotnic Rumunsko          | Ferenc Cseh Endre Hazsik Maďarsko                    |
| 1970 Kodaň            | Gerhard Seibold Günther Pfaff Rakousko              | Lars Andersson Rolf Peterson Švédsko              | Klaus-Peter Ebeling Joachim Mattern Východní Německo |
| 1971 Bělehrad         | Reiner Kurth Alexander Slatnow Východní Německo     | Gerhard Seibold Günther Pfaff Rakousko            | Costel Coşniţă Vasilie Simiocenco Rumunsko           |
| 1973 Tampere          | József Deme János Rátkai Maďarsko                   | Ion Dragulsci Ernst Pavel Rumunsko                | Herbert Laabs Joachim Mattern Východní Německo       |
| 1974 Mexico City      | Zoltán Bakó István Szabó Maďarsko                   | Vladimir Kozubin Mikhail Afanasiyev Sovětský svaz | Volkmar Thiede Rüdiger Helm Východní Německo         |
| 1975 Bělehrad         | Alexandre Slatnow Gerhard Rummel Východní Německo   | Larion Serghei Policarp Malîhin Rumunsko          | József Deme János Rátkai Maďarsko                    |
| 1977 Sofia            | Zoltán Bakó István Szabó Maďarsko                   | Bernd Olbricht Joachim Mattern Východní Německo   | Vladimir Romanovskiy Sergey Nagomy Sovětský svaz     |
| 1978 Bělehrad         | Sergey Zhuchray Vladimir Trainikov Sovětský svaz    | Einar Rasmussen Olaf Søyland Norsko               | Zoltán Bakó István Szabó Maďarsko                    |
| 1979 Duisburg         | Einar Rasmussen Olaf Søyland Norsko                 | Zoltán Bakó István Szabó Maďarsko                 | Sergey Zhuchray Vladimir Trainikov Sovětský svaz     |
| 1981 Nottingham       | Vladimir Parfenovič Sergey Superata Sovětský svaz   | Bernd Fleckeisen Frank Fischer Východní Německo   | Waldemar Merk Daniel Wełna Polsko                    |
| 1982 Bělehrad         | Vladimir Parfenovič Sergey Superata Sovětský svaz   | Alwyn Morris Hugh Fisher Kanada                   | Luis Gregorio Ramos Herminio Rodriguez Španělsko     |
| 1983 Tampere          | Frank Fischer André Wohllebe Východní Německo       | Vladimir Parfenovič Sergey Superata Sovětský svaz | Werner Bachmayer Wolfgang Hartl Rakousko             |
| 1985 Mechelen         | Pascal Boucherit Philippe Boccara Francie           | Viktor Pusev Sergey Superata Sovětský svaz        | Don Brien Colin Shaw Kanada                          |
| 1986 Montreal         | Daniel Stoian Angelin Velea Rumunsko                | André Wohllebe Frank Fischer Východní Německo     | Kerry Grant Steve Wood Austrálie                     |
| 1987 Duisburg         | Ian Ferguson Paul MacDonald Nový Zéland             | Philippe Boccara Pascal Boucherit Francie         | Thomas Gähme Thomas Vaske Východní Německo           |
| 1989 Plovdiv          | Kay Bluhm Torsten Gutsche Východní Německo          | Vladimir Bobrezhov Arturas Veta Sovětský svaz     | Attila Androvicz Zoltán Berkes Maďarsko              |
| 1990 Poznań           | Kay Bluhm Torsten Gutsche Východní Německo          | Vladimir Bobrezhov Arturas Veta Sovětský svaz     | Gábor Szabó Béla Petrovics Maďarsko                  |
| 1991 Paříž            | Kay Bluhm Torsten Gutsche Německo                   | Juan José Roman Juan Manuel Sánchez Španělsko     | Akos Angyal Béla Petrovics Maďarsko                  |
| 1993 Kodaň            | Kay Bluhm Torsten Gutsche Německo                   | Antonio Rossi Daniele Scarpa Itálie               | Kalle Sundqvist Hans Olsson Švédsko                  |
| 1994 Mexico City      | Jesper Staal Thor Nielsen Dánsko                    | Antonio Rossi Daniele Scarpa Itálie               | István Beé István Szijarto Maďarsko                  |
| 1995 Duisburg         | Antonio Rossi Daniele Scarpa Itálie                 | Kay Bluhm Torsten Gutsche Německo                 | Grzegorz Kołowicz Dariusz Białkowski Polsko          |
| 1997 Dartmouth        | Antonio Rossi Luca Negri Itálie                     | Jesper Staal Thomas Holm Jakobsen Dánsko          | Grzegorz Kołowicz Dariusz Białkowski Polsko          |
| 1998 Szeged           | Antonio Rossi Luca Negri Itálie                     | Mićo Janić Stjepan Janić Jugoslávie               | Attila Adám Krisztián Veréb Maďarsko                 |
| 1999 Milan            | Michal Riszdorfer Juraj Bača Slovensko              | Marek Twardowski Adam Wysocki Polsko              | Jan Schäfer Olaf Winter Německo                      |
| 2001 Poznań           | Eirik Verås Larsen Nils Fjeldheim Norsko            | Krisztián Bártfai Krisztián Veréb Maďarsko        | Marc Westphalen Marco Herszel Německo                |
| 2002 Seville          | Markus Oscarsson Henrik Nilsson Švédsko             | Eirik Verås Larsen Nils Fjeldheim Norsko          | Ákos Vereckei Krisztián Veréb Maďarsko               |
| 2003 Gainesville      | Markus Oscarsson Henrik Nilsson Švédsko             | Bob Maesen Wouter D'Haene Belgie                  | Tim Huth Marco Herszel Německo                       |
| 2005 Záhřeb           | Roland Kökény Gábor Kucsera Maďarsko                | Andreas Ihle Marco Herszel Německo                | Mattis Næss Jacob Norenberg Norsko                   |
| 2006 Szeged           | Gábor Kucsera Zoltán Kammerer Maďarsko              | Rupert Wagner Andreas Ihle Německo                | Tomasz Górski Adam Seroczyński Polsko                |
| 2007 Duisburg         | Philippe Colin Cyrille Carré Francie                | Adam Seroczyński Mariusz Kujawski Polsko          | Gábor Kucsera Zoltán Kammerer Maďarsko               |
| 2009 Dartmouth        | Emilio Merchan Diego Cosgaya Španělsko              | David Smith Luke Morrison Austrálie               | Reiner Torres Carlos Montalvo Kuba                   |
| 2010 Poznań           | Martin Hollstein Andreas Ihle Německo               | Zoltán Kammerer Ákos Vereckei Maďarsko            | Ilya Medvedev Anton Ryakhov Rusko                    |
| 2011 Szeged           | Peter Gelle Erik Vlček Slovensko                    | Markus Oscarsson Henrik Nilsson Švédsko           | Vitaly Yurchenko Vasily Pogrebn Rusko                |
| 2013 Duisburg         | Max Rendschmidt Marcus Gross Německo                | Pavel Miadzvedzeu Aleh Yurenia Bělorusko          | Rudolf Dombi Roland Kökény Maďarsko                  |
| 2014 Moskva           | Erik Vlček Juraj Tarr Slovensko                     | Ken Wallace Lachlan Tame Austrálie                | Marko Tomićević Vladimir Torubarov Srbsko            |
| 2015 Milan            | Max Rendschmidt Marcus Gross Německo                | Ken Wallace Lachlan Tame Austrálie                | Marko Tomićević Milenko Zorić Srbsko                 |
| 2017 Račice           | Milenko Zorić Marko Tomićević Srbsko                | Peter Gelle Adam Botek Slovensko                  | Daniel Havel Jakub Špicar Česko                      |
| 2018 Montemor-o-Velho | Max Hoff Marcus Gross Německo                       | Francisco Cubelos Íñigo Peña Španělsko            | Marko Tomićević Milenko Zorić Srbsko                 |
| 2019 Szeged           | Max Hoff Jacob Schopf Německo                       | Francisco Cubelos Íñigo Peña Španělsko            | Cyrille Carré Étienne Hubert Francie                 |
| 2021 Kodaň            | Dennis Kernen Martin Nathell Švédsko                | Simon Jensen Morten Graversen Dánsko              | Bálint Noé Tamás Kulifai Maďarsko                    |
| 2022 Dartmouth        | Martin Hiller Tamás Gecső Německo                   | Samuele Burgo Andrea Schera Itálie                | Bálint Noé Tamás Kulifai Maďarsko                    |
| 2023 Duisburg         | Pedro Vázquez Íñigo Peña Španělsko                  | Bence Vajda Tamás Szabó Maďarsko                  | Anton Winkelmann Leonard Busch Německo               |

## K2 10000 metrů (ukončeno)
Neuskutečněno: 1948. 
| Rok / Místo            | Zlato                                                  | Stříbro                                           | Bronz                                                |
| ---------------------- | ------------------------------------------------------ | ------------------------------------------------- | ---------------------------------------------------- |
| 1938 Vaxholm           | Gunnar Johansson Berndt Berndtsson Švédsko             | Helmut Triebe Hans Eberle Nacistické Německo      | Adolf Kainz Karl Maurer Nacistické Německo           |
| 1938 Vaxholm (folding) | Carl-Gustav Hellstrandt Erik Helsvik Švédsko           | Sven Johansson Erik Bladström Švédsko             | Kurt Kreh Johann Fuchs Nacistické Německo            |
| 1950 Kodaň             | Gunnar Åkerlund Hans Wetterström Švédsko               | Svend Frømming Ingvard Nørregaard Dánsko          | Karl-Erick Björk Per-Olav Olsson Švédsko             |
| 1954 Mâcon             | Max Raub Herbert Wiedermann Rakousko                   | Sigvard Johansson Rolf Fjellmann Švédsko          | Ernst Steinhauer Helmuth Stocker Západní Německo     |
| 1958 Praha             | János Urányi László Fábián Maďarsko                    | Heinz Ackers Wilhelm Schlüssel Západní Německo    | Helmuth Stocker Franz Teidl Západní Německo          |
| 1963 Jajce             | László Fábián István Timár Maďarsko                    | Tord Sahlén Tyrone Ferm Švédsko                   | Erich Suhrbier Siegfred Brzoska Západní Německo      |
| 1966 Východní Berlín   | Imre Szöllősi László Fábián Maďarsko                   | Egil Søby Jan Johansen Norsko                     | Pavel Kvasil František Švec Československo           |
| 1970 Kodaň             | Konstantin Kostenko Vyacheslav Kononov Sovětský svaz   | Imre Szöllősi Vilmos Nagy Maďarsko                | Costel Coşniţă Vasilie Simiocenco Rumunsko           |
| 1971 Bělehrad          | Konstantin Kostenko Vyacheslav Kononov Sovětský svaz   | Egil Søby Jan Johansen Norsko                     | Antrop Varabiev Emilian Zahara Rumunsko              |
| 1973 Tampere           | Zoltán Bakó Géza Csapó Maďarsko                        | Ion Terente Antrop Varabiev Rumunsko              | Jos Broeckx Paul Stinckens Belgie                    |
| 1974 Mexico City       | Antrop Varabiev Ion Terente Rumunsko                   | Jos Broeckx Paul Stinckens Belgie                 | Konstantin Kostenko Vyacheslav Kononov Sovětský svaz |
| 1975 Bělehrad          | Zoltán Bakó István Szabó Maďarsko                      | Danio Merli Giorgio Sbruzzi Itálie                | Valeriy Zhemeza Petras Shurskas Sovětský svaz        |
| 1977 Sofia             | Petras Shurskas Anatoliy Korolkov Sovětský svaz        | Zoltán Bakó István Szabó Maďarsko                 | Nicolae Tico Cuprian Macarencu Rumunsko              |
| 1978 Bělehrad          | Zoltán Bakó István Szabó Maďarsko                      | Alain Lebas Jean-Paul Hanquier Francie            | Nicuşor Eşanu Grigore Constantin Rumunsko            |
| 1979 Duisburg          | Nicuşor Eşanu Ion Bîrlădeanu Rumunsko                  | Nikolay Astapkovich Viktor Bukanov Sovětský svaz  | Herminio Rodriguez Luis Gregorio Ramos Španělsko     |
| 1981 Nottingham        | Nikolay Astapkovich Vladimir Romanovskiy Sovětský svaz | István Szabó István Joós Maďarsko                 | Ion Bîrlădeanu Nicuşor Eşanu Rumunsko                |
| 1982 Bělehrad          | Bernard Brégeon Patrick Lefoulon Francie               | Ron Stevens Gert Jan Lebbink Nizozemsko           | István Szabó István Tóth Maďarsko                    |
| 1983 Tampere           | Stephen Jackson Alain Williams Spojené království      | István Szabó István Tóth Maďarsko                 | Bengt Andersson Karl-Axel Sundqvist Švédsko          |
| 1985 Mechelen          | Mikael Berger Conny Edholm Švédsko                     | István Szabó István Tóth Maďarsko                 | Francesco Uberti Daniele Scarpa Itálie               |
| 1986 Montreal          | Gábor Kulcsár László Gindl Maďarsko                    | Sergey Korneyevez Viktor Detkovskiy Sovětský svaz | Daniel Stoian Angelin Velea Rumunsko                 |
| 1987 Duisburg          | Philippe Boccara Pascal Boucherit Francie              | Thor Nielsen Lars Koch Dánsko                     | Ferenc Csipes Sándor Hódosi Maďarsko                 |
| 1989 Plovdiv           | Attila Ábrahám Sándor Hódosi Maďarsko                  | Grayson Burne Ivan Lawler Spojené království      | Vladimir Gordilley Gennadiy Vassilenko Sovětský svaz |
| 1990 Poznań            | Grayson Burne Ivan Lawler Spojené království           | Ian Ferguson Paul MacDonald Nový Zéland           | Boris Danilov Vladimir Mozeiko Sovětský svaz         |
| 1991 Paříž             | Philippe Boccara Pascal Boucherit Francie              | Kay Bluhm Torsten Gutsche Německo                 | Róbert Erban Juraj Kadnár Československo             |
| 1993 Kodaň             | Zsolt Borhi Attila Ábrahám Maďarsko                    | Kalle Sundqvist Hans Olsson Švédsko               | Torgeir Toppe Peter Ribe Norsko                      |

## K4 1000 metrů (ukončeno)
| Rok / Místo           | Zlato                                                                                | Stříbro                                                                                 | Bronz                                                                                   |
| --------------------- | ------------------------------------------------------------------------------------ | --------------------------------------------------------------------------------------- | --------------------------------------------------------------------------------------- |
| 1938 Vaxholm          | Ernst Kube Heini Brüggemann Ernst Strathmann Heine Strathmann Nacistické Německo     | Hans Rein Josef Reidel Albert Schorn Karl Aulenbach Nacistické Německo                  | Roland Karlsson Göte Carlsson Gunnar Johansson Berndt Berndtsson Švédsko                |
| 1948 London           | Hans Berglund Lennart Klingström Gunnar Åkerlund Hans Wetterström Švédsko            | Herbert Klepp Paul Felinger Walter Piemann Alfred Umgeher Rakousko                      | Ludvík Klíma Karel Lomecký Ota Kroutil Miloš Pech Československo                        |
| 1950 Kodaň            | Einar Pihl Hans Eriksson Lars Pettersson Berndt Häppling Švédsko                     | Gunnar Åkerlund Ebbe Frick Sven-Olaf Sjödelius Hans Wetterström Švédsko                 | Herbert Klepp Walter Frühwirth Hans Ortner Paul Felinger Rakousko                       |
| 1954 Mâcon            | Imre Vagyóczki László Kovács László Nagy Zoltán Szigeti Maďarsko                     | Einar Pihl Ebbe Frick Ragnar Heurlin Stig Andersson Švédsko                             | Maurice Graffen Marcel Renaud Louis Gantois Robert Enteric Francie                      |
| 1958 Praha            | Michel Scheuer Georg Lietz Gustav Schmidt Theodor Kleine Západní Německo             | György Mészáros József Pehl András Szente János Petroczy Maďarsko                       | Mikhail Kaleeste Igor Pisaryev Anatoliy Trozhenkov Anatoliy Demitkov Sovětský svaz      |
| 1963 Jajce            | Günter Perleberg Dieter Krause Siegfried Rossberg Wolfgang Lange Východní Německo    | Nicolae Artimov Andrei Contolenco Haralambie Ivanov Vasilie Nicoarǎ Rumunsko            | Aleksandr Trifonov Igor Safonov Nikolay Konnikov Vyacheslav Vinnik Sovětský svaz        |
| 1966 Východní Berlín  | Atanase Sciotnic Mihai Ţurcaş Haralambie Ivanov Anton Calenic Rumunsko               | Günther Pfaff Kurt Lindlgruber Helmut Hediger Gerhard Seibold Rakousko                  | Aleksandr Shaparenko Yuiry Zhetchenko Volodymyr Morozov Georgiy Karyuchin Sovětský svaz |
| 1970 Kodaň            | Yuriy Filatov Valeriy Didenko Yuiry Zhetchenko Volodymyr Morozov Sovětský svaz       | Uwe Will Eduard Augustin Klaus-Peter Ebeling Joachim Mattern Východní Německo           | István Szabó Peter Várhelyi Csaba Giczi István Timár Maďarsko                           |
| 1971 Bělehrad         | Yuriy Filatov Volodymyr Morozov Yuiry Zhetchenko Valeriy Didenko Sovětský svaz       | Hans-Erick Pasch Rainer Hennes Rudolf Blass Eberhard Fischer Západní Německo            | István Szabó Peter Várhelyi Zoltán Bakó Géza Csapó Maďarsko                             |
| 1973 Tampere          | József Deme János Rátkai Csongor Vargha Csaba Giczi Maďarsko                         | Yuriy Filatov Volodymyr Morozov Nikolay Gogol Valeriy Didenko Sovětský svaz             | Norbert Paschke Peter Korsch Jürgen Lehnert Harald Marg Východní Německo                |
| 1974 Mexico City      | Herbert Laabs Ulrich Hellige Jürgen Lehnert Bernd Duvigneau Východní Německo         | Yuriy Filatov Aleksandr Degtyarov Aleksandr Kuprikov Nikolay Astapkovich Sovětský svaz  | József Deme János Rátkai Csongor Vargha Csaba Giczi Maďarsko                            |
| 1975 Bělehrad         | Herminio Rodriguez José María Esteban José Ramón López Luis Gregario Ramos Španělsko | Herbert Laabs Gerhard Rummel Rüdiger Helm Harald Marg Východní Německo                  | István Szabó Zoltán Bakó József Deme János Rátkai Maďarsko                              |
| 1977 Sofia            | Ryszard Oborski Daniel Wełna Grzegorz Kołtan Henryk Budzicz Polsko                   | Aleksandr Shaparenko Volodymyr Morozov Sergey Nikolskiy Aleksandr Avdeyev Sovětský svaz | Herminio Rodriguez José María Esteban José Ramón López Luis Gregario Ramos Španělsko    |
| 1978 Bělehrad         | Bernd Olbricht Bernd Duvigneau Rüdiger Helm Harald Marg Východní Německo             | Nicuşor Eşanu Ion Bîrlădeanu Mihail Zafiu Alexandru Giura Rumunsko                      | Herminio Rodriguez José María Esteban José Ramón López Luis Gregario Ramos Španělsko    |
| 1979 Duisburg         | Bernd Duvigneau Rüdiger Helm Harald Marg Bernd Olbricht Východní Německo             | Ryszard Oborski Daniel Wełna Grzegorz Kołtan Grzegorz Śledziewski Polsko                | Aleksandr Shaparenko Sergey Nagomy Aleksandr Avdeyev Ionas Sautra Sovětský svaz         |
| 1981 Nottingham       | Rüdiger Helm Frank-Peter Bischof Peter Hempel Harald Marg Východní Německo           | Sergey Kolokolov Aleksandr Volkovskiy Aleksandr Yermilov Nikolay Baranov Sovětský svaz  | Matthais Seack Andreas Flunker Frank Renner Oliver Seack Západní Německo                |
| 1982 Bělehrad         | Per-Inge Bengtsson Lars-Erik Möberg Thomas Ohlsson Bengt Andersson Švédsko           | Frank-Peter Bischof Peter Hempel Rüdiger Helm Harald Marg Východní Německo              | Matthais Seack Oliver Seack Frank Renner Bernd Hessel Západní Německo                   |
| 1983 Tampere          | Ionel Constantin Nicolae Fedosel Ionel Letcae Angelin Velea Rumunsko                 | Andreas Stähle Peter Hempel Rüdiger Helm Harald Marg Východní Německo                   | Sergey Kolokolov Sergey Zhuchray Arturas Veta Aleksandr Vodovatov Sovětský svaz         |
| 1985 Mechelen         | Per-Inge Bengtsson Lars-Erik Möberg Karl-Axel Sundqvist Bengt Andersson Švédsko      | Aleksandr Myzgin Igor Gaidamaka Arturas Veta Aleksandr Vodovatov Sovětský svaz          | André Wohllebe Frank Fischer Peter Hempel Heiko Zinke Východní Německo                  |
| 1986 Montreal         | Ferenc Csipes Zsolt Gyulay László Fidel Zoltán Kovács Maďarsko                       | Guido Behling Hans-Jörg Bliesener Jens Fiedler Thomas Vaske Východní Německo            | Robert Chwialkoski Kazimierz Krzyżański Grzegorz Krawców Wojciech Kurpiewski Polsko     |
| 1987 Duisburg         | Zsolt Gyulay Ferenc Csipes László Fidel Zoltán Kovács Maďarsko                       | Per-Inge Bengtsson Lars-Erik Möberg Karl-Axel Sundqvist Bengt Andersson Švédsko         | Aleksandr Matushenko Sergey Kirsanov Arturas Veta Viktor Denisov Sovětský svaz          |
| 1989 Plovdiv          | Ferenc Csipes Attila Ábrahám Zsolt Gyulay Sándor Hódosi Maďarsko                     | Robert Chwialkoski Maciej Freimut Grzegorz Krawców Wojciech Kurpiewski Polsko           | Guido Behling Torsten Krentz Thomas Vaske André Wohllebe Východní Německo               |
| 1990 Poznań           | Attila Ábrahám Ferenc Csipes László Fidel Zsolt Gyulay Maďarsko                      | Sergey Kaleshink Sergey Kirsanov Aleksandr Matushenko Anatoliy Tishchenko Sovětský svaz | Kay Bluhm Torsten Gutsche Torsten Krentz André Wohllebe Východní Německo                |
| 1991 Paříž            | Attila Ábrahám Ferenc Csipes László Fidel Zsolt Gyulay Maďarsko                      | Detlef Hofmann Oliver Kegel Thomas Reineck André Wohllebe Německo                       | Karol Becker Richard Botio Karel Hrudik Michael Matus Československo                    |
| 1993 Kodaň            | Thomas Reineck Oliver Kegel André Wohllebe Mario van Appen Německo                   | Zsolt Gyulay Zsolt Borhi Gábor Horváth Attila Ábrahám Maďarsko                          | Viktor Denisov Anatoliy Tishchenko Aleksandr Ivanik Oleg Gorobiy Rusko                  |
| 1994 Mexico City      | Viktor Denisov Anatoliy Tishchenko Aleksandr Ivanik Oleg Gorobiy Rusko               | Piotr Markiewicz Grzegorz Kotowicz Adam Wysocki Marek Witkowski Polsko                  | Thomas Reineck Oliver Kegel André Wohllebe Mario van Appen Německo                      |
| 1995 Duisburg         | Detlef Hofmann Rene Pflugmacher Thomas Reineck Mark Zabel Německo                    | Zsolt Gyulay Attila Ábrahám Krisztián Bártafai Gábor Szabó Maďarsko                     | Grzegorz Kotowicz Marek Witkowski Grzegorz Kaleta Dariusz Białkowski Polsko             |
| 1997 Dartmouth        | Torsten Gutsche Mark Zabel Björn Bach Stefan Ulm Německo                             | Botond Storcz Zoltán Antal Gábor Szabó Márton Bauer Maďarsko                            | Ross Chaffer Brian Marton Peter Scott Adam Dean Austrálie                               |
| 1998 Szeged           | Torsten Gutsche Mark Zabel Björn Bach Stefan Ulm Německo                             | Botond Storcz Krisztián Bártafai Zsolt Szádoszki Márton Bauer Maďarsko                  | Anatoliy Tishchenko Sergey Verlin Georgiy Tsyboulinikov Aleksandr Ivannik Rusko         |
| 1999 Milan            | Zoltán Kammerer Botond Storcz Ákos Vereckei Gábor Horváth Maďarsko                   | Torsten Gutsche Mark Zabel Björn Bach Stefan Ulm Německo                                | Sorin Petcu Vasile Curuzan Marian Sîrbu Romică Şerban Rumunsko                          |
| 2001 Poznań           | Andreas Ihle Mark Zabel Björn Bach Stefan Ulm Německo                                | Zoltán Kammerer Botond Storcz Roland Kökény Gábor Horváth Maďarsko                      | Roman Zaroubin Aleksandr Ivannik Denys Tourtchenkov Oleg Gorobiy Rusko                  |
| 2002 Seville          | Richard Riszdorfer Michal Riszdorfer Erik Vlček Juraj Bača Slovensko                 | Mark Zabel Björn Bach Stefan Ulm Andreas Ihle Německo                                   | Petar Merkov Milko Kasanov Ivan Hristov Yordan Yordanov Bulharsko                       |
| 2003 Gainesville      | Richard Riszdorfer Michal Riszdorfer Erik Vlček Juraj Bača Slovensko                 | Zoltán Kammerer Ákos Vereckei Roland Kökény Krisztián Veréb Maďarsko                    | Andreas Ihle Mark Zabel Björn Bach Stefan Ulm Německo                                   |
| 2005 Záhřeb           | Lutz Altepost Norman Bröckl Björn Bach Arnd Goldschmidt Německo                      | Michael Riszdorfer Richard Riszdorfer Erik Vlček Róbert Erban Slovensko                 | Paweł Baumann Marek Twardowski Adam Wysocki Przemyslaw Gawrych Polsko                   |
| 2006 Szeged           | Ákos Vereckei Roland Kökény Lajos Gyökös Gábor Horváth Maďarsko                      | Marek Twardowski Tomasz Mendelski Paweł Baumann Adam Wysocki Polsko                     | Vadzim Makhneu Dziamyan Turhyn Aleksey Abalmasov Raman Piatrushenka Bělorusko           |
| 2007 Duisburg         | Lutz Altepost Norman Bröckl Marco Herszel Björn Goldschmidt Německo                  | Marek Twardowski Tomasz Mendelski Paweł Baumann Adam Wysocki Polsko                     | Richard Riszdorfer Michal Riszdorfer Erik Vlček Juraj Tarr Slovensko                    |
| 2009 Dartmouth        | Aleksey Abalmasov Artur Litvinchuk Vadzim Makhneu Raman Piatrushenka Bělorusko       | Guillaume Burger Vincent Lecrubier Philippe Colin Sébastien Jouve Francie               | Richard Riszdorfer Michal Riszdorfer Erik Vlček Juraj Tarr Slovensko                    |
| 2010 Poznań           | Arnaud Hybois Étienne Hubert Sébastien Jouve Philippe Colin Francie                  | Raman Piatrushenka Aliaksei Abalmasau Artur Litvinchuk Vadzim Makhneu Bělorusko         | Ondřej Horský Jan Souček Daniel Havel Jan Štěrba Česko                                  |
| 2011 Szeged           | Norman Broeckl Robert Gleinert Max Hoff Paul Mittelstedt Německo                     | Jacob Clear Murray Stewart David Smith Tate Smith Austrálie                             | Ilya Medvedev Anton Vasilev Anton Ryakhov Oleg Zhestkov Rusko                           |
| 2013 Duisburg         | Vitaly Yurchenko Vasily Pogreban Anton Vasilev Oleg Zhestkov Rusko                   | Daniel Havel Lukáš Trefil Josef Dostál Jan Štěrba Česko                                 | Tate Smith David Smith Murray Stewart Jacob Clear Austrálie                             |
| 2014 Moskva           | Daniel Havel Lukáš Trefil Josef Dostál Jan Štěrba Česko                              | Fernando Pimenta João Ribeiro Emanuel Silva David Fernandes Portugalsko                 | Zoltán Kammerer Dávid Tóth Tamás Kulifai Dániel Pauman Maďarsko                         |
| 2015 Milan            | Denis Myšák Erik Vlček Juraj Tarr Tibor Linka Slovensko                              | Zoltán Kammerer Dávid Tóth Tamás Kulifai Dániel Pauman Maďarsko                         | Daniel Havel Lukáš Trefil Josef Dostál Jan Štěrba Česko                                 |
| 2017 Račice           | Kenny Wallace Jordan Wood Riley Fitzsimmons Murray Stewart Austrálie                 | Zoltán Kammerer Daniel Paulman Dávid Tóth Benjámin Ceiner Maďarsko                      | Kai Spenner Lukas Reuschenbach Kostja Stroinski Tamas Cecso Německo                     |
| 2018 Montemor-o-Velho | Tamas Gecsö Jakob Thordsen Jacob Schopf Lukas Reuschenbach Německo                   | Samuel Baláž Juraj Tarr Erik Vlček Gábor Jakubík Slovensko                              | Francisco Cubelos Rubén Millán Pelayo Roza Íñigo Peña Španělsko                         |
| 2019 Szeged           | Lukas Reuschenbach Felix Frank Jakob Thordsen Tobias-Pascal Schultz Německo          | Vasily Pogreban Aleksei Vostrikov Oleg Siniavin Igor Kalashnikov Rusko                  | Gábor Jakubík Juraj Tarr Denis Myšák Ákos Gacsal Slovensko                              |

## K1 500 metrů
| Rok / Místo           | Zlato                     | Stříbro                       | Bronz                      |
| --------------------- | ------------------------- | ----------------------------- | -------------------------- |
| 1948 London           | Gert Fredriksson (SWE)    | Lars Glasser (SWE)            | Poul Agger (DEN)           |
| 1950 Kodaň            | Johan Kobberup (DEN)      | Lennart Klingström (SWE)      | Andreas Lind (DEN)         |
| 1954 Mâcon            | Gert Fredriksson (SWE)    | Meinrad Mittenberger (GER)    | Mircea Anastasescu (ROU)   |
| 1958 Praha            | Stefan Kapłaniak (POL)    | Gert Fredriksson (SWE)        | Dieter Krause (GDR)        |
| 1963 Jajce            | Aurel Vernescu (ROU)      | Erik Hansen (DEN)             | Kálmán Kovács (HUN)        |
| 1966 Východní Berlín  | Aurel Vernescu (ROU)      | Erik Hansen (DEN)             | Paul Hoekstra (NED)        |
| 1970 Kodaň            | Anatoliy Tischenko (URS)  | Grzegorz Śledziewski (POL)    | Jean-Pierre Burny (BEL)    |
| 1971 Bělehrad         | Nikolay Gogol (URS)       | Ladislav Souček (TCH)         | Mihály Hesz (HUN)          |
| 1973 Tampere          | Géza Csapó (HUN)          | Vitaliy Trukshin (URS)        | Grzegorz Śledziewski (POL) |
| 1974 Mexico City      | Vasile Dîba (ROU)         | Géza Csapó (HUN)              | Grzegorz Śledziewski (POL) |
| 1975 Bělehrad         | Géza Csapó (HUN)          | Vasile Dîba (ROU)             | Grzegorz Śledziewski (POL) |
| 1977 Sofia            | Vasile Dîba (ROU)         | Grzegorz Śledziewski (POL)    | Zoltán Sztanity (HUN)      |
| 1978 Bělehrad         | Vasile Dîba (ROU)         | Vladimir Parfenovič (URS)     | Peter Hempel (GDR)         |
| 1979 Duisburg         | Vladimir Parfenovič (URS) | John Sumeghi (AUS)            | Peter Hempel (GDR)         |
| 1981 Nottingham       | Vladimir Parfenovič (URS) | Ion Bîrlădeanu (ROU)          | Lars-Erik Möberg (SWE)     |
| 1982 Bělehrad         | Vladimir Parfenovič (URS) | Peter Hempel (GDR)            | Lars-Erik Möberg (SWE)     |
| 1983 Tampere          | Vladimir Parfenovič (URS) | Ian Ferguson (NZL)            | Andreas Stähle (GDR)       |
| 1985 Mechelen         | Andreas Stähle (GDR)      | Oliver Seack (FRG)            | Bernard Brégeon (FRA)      |
| 1986 Montreal         | Jeremy West (GBR)         | Zsolt Guylay (HUN)            | Igor Nagayev (URS)         |
| 1987 Duisburg         | Paul MacDonald (NZL)      | Andreas Stähle (GDR)          | Attila Szabó (TCH)         |
| 1989 Plovdiv          | Martin Hunter (AUS)       | Kay Bluhm (GDR)               | Mike Herbert (USA)         |
| 1990 Poznań           | Sergey Kaleshink (URS)    | Mike Herbert (USA)            | Martin Hunter (AUS)        |
| 1991 Paříž            | Renn Crichlow (CAN)       | Knut Holmann (NOR)            | Zsolt Gyulay (HUN)         |
| 1993 Kodaň            | Mikko Kolehmainen (FIN)   | Renn Crichlow (CAN)           | Daniel Collins (AUS)       |
| 1994 Mexico City      | Zsombor Borhi (HUN)       | Daniel Collins (AUS)          | Knut Holmann (NOR)         |
| 1995 Duisburg         | Piotr Markiewicz (POL)    | Knut Holmann (NOR)            | Geza Magyar (ROU)          |
| 1997 Dartmouth        | Botond Storcz (HUN)       | Grzegorz Kotowicz (POL)       | Antonio Rossi (ITA)        |
| 1998 Szeged           | Ákos Vereckei (HUN)       | Michael Kolganov (ISR)        | Lutz Liwowski (GER)        |
| 1999 Milan            | Ákos Vereckei (HUN)       | Petar Merkov (BUL)            | Grzegorz Kotowicz (POL)    |
| 2001 Poznań           | Ákos Vereckei (HUN)       | Anton Ryakhov (UZB)           | Javier Correa (ARG)        |
| 2002 Seville          | Nathan Baggaley (AUS)     | Petar Merkov (BUL)            | Anton Ryakhov (UZB)        |
| 2003 Gainesville      | Nathan Baggaley (AUS)     | Carlos Pérez (ESP)            | Lutz Altepost (GER)        |
| 2005 Záhřeb           | Nathan Baggaley (AUS)     | Lutz Altepost (GER)           | Adam van Koeverden (CAN)   |
| 2006 Szeged           | Marek Twardowski (POL)    | Anton Ryakhov (RUS)           | Lutz Altepost (GER)        |
| 2007 Duisburg         | Adam van Koeverden (CAN)  | Tim Brabants (GBR)            | Marek Twardowski (POL)     |
| 2009 Dartmouth        | Ronald Rauhe (GER)        | Anders Gustafsson (SWE)       | Ken Wallace (AUS)          |
| 2010 Poznań           | Anders Gustafsson (SWE)   | Peter Gelle (SVK)             | Adam van Koeverden (CAN)   |
| 2011 Szeged           | Marek Twardowski (POL)    | Pavel Miadzvedzeu (BLR)       | Yury Postrygay (RUS)       |
| 2013 Duisburg         | Tom Liebscher (GER)       | René Holten Poulsen (DEN)     | Arnaud Hybois (FRA)        |
| 2014 Moskva           | René Holten Poulsen (DEN) | Bence Dombvári (HUN)          | Marcus Walz (ESP)          |
| 2015 Milan            | René Holten Poulsen (DEN) | Tom Liebscher (GER)           | Roman Anoshkin (RUS)       |
| 2017 Račice           | Josef Dostál (CZE)        | René Holten Poulsen (DEN)     | Oleh Kukharyk (UKR)        |
| 2018 Montemor-o-Velho | Josef Dostál (CZE)        | Tom Liebscher (GER)           | Bence Nádas (HUN)          |
| 2019 Szeged           | Tom Liebscher (GER)       | Mikita Borykau (BLR)          | Maxim Spesivtsev (RUS)     |
| 2021 Kodaň            | Mikita Borykau (BLR)      | João Ribeiro (POR)            | Moritz Florstedt (GER)     |
| 2022 Dartmouth        | Josef Dostál (CZE)        | Jean van der Westhuyzen (AUS) | Fernando Pimenta (POR)     |
| 2023 Duisburg         | Bálint Kopasz (HUN)       | Jean van der Westhuyzen (AUS) | Fernando Pimenta (POR)     |

## K1 4 x 500 metrů štafeta (ukončeno)
| Rok / Místo          | Zlato                                                                             | Stříbro                                                                            | Bronz                                                                                 |
| -------------------- | --------------------------------------------------------------------------------- | ---------------------------------------------------------------------------------- | ------------------------------------------------------------------------------------- |
| 1948 London          | Lars Glasser Lars Helsvik Lennart Klingström Gert Fredriksson Švédsko             | Ivar Mathisen Iver Iversen Hans Gulbrandsen Elvind Skabo Norsko                    | Bernhard Jensen Poul Agger Ejvind Hansen Johan Kobberup Dánsko                        |
| 1950 Kodaň           | Lars Glasser Ingemar Hedberg Lennart Klingström Gert Fredriksson Švédsko          | Poul Agger Andreas Lind Ejvind Hansen Johan Kobberup Dánsko                        | Herbert Klepp Max Raub Herbert Wiedermann Günther Rührnschopf Rakousko                |
| 1954 Mâcon           | Lars Glasser Carl-Åke Ljung Bert Nilsson Gert Fredriksson Švédsko                 | Ervin Szörenyi Andreás Sovan Ferenc Wagner Ferenc Hatlaczky Maďarsko               | Max Raub Herbert Wiedermann Alfred Schmidtberger Hermann Salzner Rakousko             |
| 1958 Praha           | Paul Lange Meinrad Miltenberger Helmut Herz Fritz Briel Západní Německo           | György Mészáros László Kovács Ferenc Hatlaczky Lajos Kiss Maďarsko                 | Henri Lindelöf Carl van Gerber Sven-Olaf Sjödelius Gert Fredriksson Švédsko           |
| 1963 Jajce           | Aurel Vernescu Vasilie Nicoarǎ Haralambie Ivanov Anton Ivanescu Rumunsko          | Volodymyr Morozov Vladimir Natalukha Vyacheslav Vinnik Ivan Gasonov Sovětský svaz  | Wolfgang Lange Dieter Krause Siegfried Rossberg Günter Perleberg Východní Německo     |
| 1966 Východní Berlín | Georgiy Karyuchin Yuiry Kabanov Villi Baltins Dmitry Matveyev Sovětský svaz       | Mihály Hesz András Szente Ferenc Cseh Imre Kemecsey Maďarsko                       | Vasilie Nicoarǎ Haralambie Ivanov Atanase Sciotnic Aurel Vernescu Rumunsko            |
| 1970 Kodaň           | Nikolay Gogol Anatoliy Tischenko Anatoliy Kobrisev Anatoliy Sedasov Sovětský svaz | Eugen Botez Mihai Zaifu Ion Jacob Aurel Vernescu Rumunsko                          | Géza Csapó István Csizmadia Mihály Hesz Jószef Svidró Maďarsko                        |
| 1971 Bělehrad        | Géza Csapó István Szabó Csaba Giczi Mihály Hesz Maďarsko                          | Dimitrie Ivanov Mihail Zaifu Eugen Botez Aurel Vernescu Rumunsko                   | Anatoliy Kobrisev Anatoliy Sedasov Leonid Derevyanko Anatoliy Tischenko Sovětský svaz |
| 1973 Tampere         | Vitaly Truksin Anatoliy Kobrisev Sergey Nikolskiy Oleg Zhegoyev Sovětský svaz     | István Csizmadia Zoltán Angyal Robert Schaffhauser Géza Csapó Maďarsko             | Atanase Sciotnic Vasile Simioncenco Roman Vartolomeu Mihai Zaifu Rumunsko             |
| 1974 Mexico City     | Vasile Dîba Ernst Pavel Atanase Sciotnic Mihai Zaifu Rumunsko                     | Vitaly Truksin Sergey Zhuchray Anatoliy Kobrisev Nikolay Astapkovich Sovětský svaz | Ryszard Oborski Grzegorz Śledziewski Kazimierz Górecki Andrzej Matysiak Polsko        |
| 1975 Bělehrad        | Iván Herczeg József Svidró Zoltán Sztanity Péter Várhelyi Maďarsko                | Zoltfab Eseanu Mihai Zaifu Ion Dragulschi Vasile Dîba Rumunsko                     | Herminio Menéndez José Ramón López Luis Gregario Ramos Martin Vázquez Španělsko       |

## K2 500 metrů
| Rok / Místo           | Zlato                                                 | Stříbro                                            | Bronz                                              |
| --------------------- | ----------------------------------------------------- | -------------------------------------------------- | -------------------------------------------------- |
| 1948 London           | Thor Axelsson Nils Björklöf Finsko                    | Alfred Christensen Finn Rasmussen Dánsko           | Bernhard Jensen Ejvind Hansen Dánsko               |
| 1950 Kodaň            | Lars Glasser Ingemar Hedberg Švédsko                  | Herny Pettersson Berndt Häppling Švédsko           | Max Raub Herbert Wiedermann Rakousko               |
| 1954 Mâcon            | Ernst Steinhauer Meinrad Miltenberger Západní Německo | Bengt Linfors Valter Wredberg Švédsko              | Ferenc Wagner Andreás Sovan Maďarsko               |
| 1958 Praha            | Stefan Kapłaniak Władysław Zieliński Polsko           | László Nagy László Kovács Maďarsko                 | Meinrad Miltenberger Paul Lange Západní Německo    |
| 1963 Jajce            | Vasilie Nicoarǎ Haralambie Ivanov Rumunsko            | Aurel Vernescu Mircea Anastasescu Rumunsko         | Heinz Büker Holger Zander Západní Německo          |
| 1966 Východní Berlín  | Aurel Vernescu Atanase Sciotnic Rumunsko              | Heinz Büker Holger Zander Západní Německo          | Vladimir Obratzhov Georgiy Karyuchin Sovětský svaz |
| 1970 Kodaň            | Lars Andersson Rolf Peterson Švédsko                  | Aurel Vernescu Atanase Sciotnic Rumunsko           | Gerhard Seibold Günther Pfaff Rakousko             |
| 1971 Bělehrad         | Lars Andersson Rolf Peterson Švédsko                  | Jean-Pierre Burny Paul Hoekstra Belgie             | Nikolay Gogol Pytor Greshta Sovětský svaz          |
| 1973 Tampere          | Nikolay Gogol Pytor Greshta Sovětský svaz             | József Deme János Rátkai Maďarsko                  | Ion Dragulschi Ernst Pavel Rumunsko                |
| 1974 Mexico City      | Ryszard Oborski Grzegorz Śledziewski Polsko           | József Deme János Rátkai Maďarsko                  | Volkmar Thiede Rüdiger Helm Východní Německo       |
| 1975 Bělehrad         | Viktor Vorobiyev Nikolay Astapkovich Sovětský svaz    | Herbert Laabs Harald Marg Východní Německo         | Larion Serghei Policarp Malîhin Rumunsko           |
| 1977 Sofia            | Joachim Mattern Bernd Olbricht Východní Německo       | Viktor Vorobiyev Nikolay Astapkovich Sovětský svaz | Géza Csapó József Svidró Maďarsko                  |
| 1978 Bělehrad         | Bernd Olbricht Rüdiger Helm Východní Německo          | Nicuşor Eşanu Ion Bîrlădeanu Rumunsko              | Sergey Zhuchray Vladimir Trainikov Sovětský svaz   |
| 1979 Duisburg         | Vladimir Parfenovič Sergey Zhuchray Sovětský svaz     | Bernd Olbricht Rüdiger Helm Východní Německo       | Alain Lebas Francis Hervieu Francie                |
| 1981 Nottingham       | Vladimir Parfenovič Sergey Superata Sovětský svaz     | Waldemar Mark Daniel Wełna Polsko                  | Bernd Fleckeisen Frank Fischer Východní Německo    |
| 1982 Bělehrad         | Vladimir Parfenovič Sergey Superata Sovětský svaz     | Alan Thompson Paul MacDonald Nový Zéland           | Matthias Seack Oliver Seack Západní Německo        |
| 1983 Tampere          | Frank Fischer André Wohllebe Východní Německo         | Vladimir Parfenovič Sergey Superata Sovětský svaz  | Hugh Fisher Alwyn Morris Kanada                    |
| 1985 Mechelen         | Ian Ferguson Paul MacDonald Nový Zéland               | Guido Behlin Hans-Jörg Bliesner Východní Německo   | Viktor Pusev Sergey Superata Sovětský svaz         |
| 1986 Montreal         | Reiner Scholl Thomas Pfrang Západní Německo           | András Rajna Attila Androvicz Maďarsko             | Viktor Pusev Sergey Superata Sovětský svaz         |
| 1987 Duisburg         | Ferenc Csipes László Fidel Maďarsko                   | Ian Ferguson Paul MacDonald Nový Zéland            | Per-Inge Bengtsson Karl-Axel Sundqvist Švédsko     |
| 1989 Plovdiv          | Kay Bluhm Torsten Gutsche Východní Německo            | Sergey Kaleshink Anatoliy Tishchenko Sovětský svaz | Maciej Freimut Wojciech Kurpiewski Polsko          |
| 1990 Poznań           | Sergey Kaleshink Anatoliy Tishchenko Sovětský svaz    | Mike Herbert Terry Kent USA                        | Kay Bluhm Torsten Gutsche Východní Německo         |
| 1991 Paříž            | Juan José Roman Juan Manuel Sánchez Španělsko         | Kay Bluhm Torsten Gutsche Německo                  | Ferenc Csipes Zsolt Guylay Maďarsko                |
| 1993 Kodaň            | Kay Bluhm Torsten Gutsche Německo                     | Maciej Freimut Wojciech Kurpiewski Polsko          | Juan Manuel Sánchez Juan José Roman Španělsko      |
| 1994 Mexico City      | Kay Bluhm Torsten Gutsche Německo                     | András Rajna Attila Androvicz Maďarsko             | Martin Hunter Clint Robinson Austrálie             |
| 1995 Duisburg         | Beniamino Bonomi Daniele Scarpa Itálie                | Zsolt Guylay Krisztián Bártfai Maďarsko            | Maciej Freimut Adam Wysocki Polsko                 |
| 1997 Dartmouth        | Andrew Trim Daniel Collins Austrálie                  | Beniamino Bonomi Luca Negri Itálie                 | Krisztián Bártfai Gábor Horvárth Maďarsko          |
| 1998 Szeged           | Michal Riszdorfer Juraj Bača Slovensko                | Beniamino Bonomi Luca Negri Itálie                 | Krisztián Bártfai Gábor Horvárth Maďarsko          |
| 1999 Milan            | Marek Twardowski Adam Wysocki Polsko                  | Botond Storcz Gábor Horvárth Maďarsko              | Daniel Collins Andrew Trim Austrálie               |
| 2001 Poznań           | Ronald Rauhe Tim Wieskötter Německo                   | Alvydas Duonėla Egidijus Balčiūnas Litva           | Markus Oscarsson Henrik Nilsson Švédsko            |
| 2002 Seville          | Ronald Rauhe Tim Wieskötter Německo                   | Adam Wysocki Marek Twardowski Polsko               | Zoltán Kammerer Botond Storcz Maďarsko             |
| 2003 Gainesville      | Ronald Rauhe Tim Wieskötter Německo                   | Roman Petrushenko Vadzim Makhnev Bělorusko         | Alvydas Duonėla Egidijus Balčiūnas Litva           |
| 2005 Záhřeb           | Ronald Rauhe Tim Wieskötter Německo                   | Marek Twardowski Adam Wysocki Polsko               | Alvydas Duonėla Egidijus Balčiūnas Litva           |
| 2006 Szeged           | Ronald Rauhe Tim Wieskötter Německo                   | Richard Dessureault-Dober Andrew Willows Kanada    | Gábor Kucsera Zoltán Kammerer Maďarsko             |
| 2007 Duisburg         | Ronald Rauhe Tim Wieskötter Německo                   | Raman Piatrushenka Vadzim Makhneu Bělorusko        | Gábor Kucsera Zoltán Kammerer Maďarsko             |
| 2009 Dartmouth        | Raman Piatrushenka Vadzim Makhneu Bělorusko           | Gábor Kucsera Zoltán Kammerer Maďarsko             | Hendrick Bertz Marcus Gross Německo                |
| 2010 Poznań           | Raman Piatrushenka Vadzim Makhneu Bělorusko           | Fernando Pimenta João Ribeiro Portugalsko          | Dusko Stanojević Dejan Pajić Srbsko                |
| 2011 Szeged           | Dávid Tóth Tamás Kulifai Maďarsko                     | Ričardas Nekriošius Andrej Olijnik Litva           | Denis Ambroziak Dawid Putto Polsko                 |
| 2013 Duisburg         | Emanuel Silva João Ribeiro Portugalsko                | Raman Piatrushenka Vadzim Makhneu Bělorusko        | Sébastien Jouve Maxime Beaumont Francie            |
| 2014 Moskva           | Erik Vlček Juraj Tarr Slovensko                       | Rudolf Dombi Gergely Boros Maďarsko                | Raman Piatrushenka Vadzim Makhneu Bělorusko        |
| 2015 Milan            | Ken Wallace Lachlan Tame Austrálie                    | Marcus Walz Diego Cosgaya Španělsko                | Dávid Hérics Tamás Somorácz Maďarsko               |
| 2017 Račice           | Rodrigo Germade Marcus Walz Španělsko                 | Bence Nádas Sándor Tótka Maďarsko                  | Raman Piatrushenka Vitaliy Bialko Bělorusko        |
| 2018 Montemor-o-Velho | Artem Kuzakhmetov Vladislav Blintsov Rusko            | Stefan Vekić Vladimir Torubarov Srbsko             | Ričardas Nekriošius Andrej Olijnik Litva           |
| 2019 Szeged           | Stanislau Daineka Dzmitry Natynchyk Bělorusko         | Pelayo Roza Pedro Vázquez Španělsko                | Marcus Gross Martin Hiller Německo                 |
| 2021 Kodaň            | Marcus Walz Rodrigo Germade Španělsko                 | Tobias-Pascal Schultz Martin Hiller Německo        | Samuel Baláž Denis Myšák Slovensko                 |
| 2022 Dartmouth        | Bence Nádas Bálint Kopasz Maďarsko                    | Mindaugas Maldonis Andrejus Olijnikas Litva        | Jean van der Westhuyzen Thomas Green Austrálie     |
| 2023 Duisburg         | João Ribeiro Messias Baptista Portugalsko             | Bence Náda Bálint Kopasz Maďarsko                  | Adrián del Río Rodrigo Germade Španělsko           |

## K4 10000 metrů (ukončeno)
| Rok / Místo          | Zlato                                                                                   | Stříbro                                                                           | Bronz                                                                                 |
| -------------------- | --------------------------------------------------------------------------------------- | --------------------------------------------------------------------------------- | ------------------------------------------------------------------------------------- |
| 1950 Kodaň           | Karl Andersson Stig Andersson Gösta Gustavsson Harry Johansson Švédsko                  | Karl-Erik Björk Per-Olav Olsson Klas Norgren Arne Jansson Švédsko                 | Walter Piemann Alfred Schmidtberger Otto Lochner Alfred Krammer Rakousko              |
| 1954 Mâcon           | Einar Pihl Ebbe Frick Ragnar Heurlin Stig Andersson Švédsko                             | Hans Wetterström Carl Sundin Sigvard Johansson Rolf Fjellman Švédsko              | János Urányi István Mészáros György Mészáros Ferenc Varga Maďarsko                    |
| 1958 Praha           | Michel Scheuer Georg Lietz Gustav Schmidt Theodor Kleine Západní Německo                | Günter Kruger Walter Sander Heinrich Hell Hubert Birgels Západní Německo          | Nikolay Rudzinkas Volodya Tsevtskin Alfons Rudzinkas Vasiliy Stepanov Sovětský svaz   |
| 1963 Jajce           | István Timár László Fábián Otto Koltai László Ürögi Maďarsko                            | Günter Holzvoigt Wolfgang Finger Wolfgang Niedrig Siegwart Karbe Východní Německo | György Czink János Petroczy Gábor Almasi Sámuel Egri Maďarsko                         |
| 1966 Východní Berlín | Nikolay Zhuzhikov Anatoli Grishin Volodymyr Morozov Vyacheslav Yonov Sovětský svaz      | Imre Szöllősi László Fábián János Petroczy László Ürögi Maďarsko                  | Wolfgang Lange Günter Holzvoigt Wolfgang Niedrig Siegwart Karbe Východní Německo      |
| 1970 Kodaň           | Egil Søby Steinar Amundsen Tore Berger Jan Johansen Norsko                              | Horst Mattern Rainer Hannes Jochen Schneider Erich Kemnitz Západní Německo        | Kurt Lycjner Willy Tesch Åke Sandin Hans Nilsson Švédsko                              |
| 1971 Bělehrad        | Cuprian Macareanu Costel Coşniţă Vasilie Simioncenco Atanase Sciotnic Rumunsko          | Csaba Giczi István Timár György Mészáros Csongor Vargha Maďarsko                  | Heino Kurvet Nikolay Gorbatchov Vladimir Klimov Vladimir Semiyakov Sovětský svaz      |
| 1973 Tampere         | Csaba Giczi Tibor Nagy Csongor Vargha Géza Kralován Maďarsko                            | Hans-Erich Pasch Horst Mattern Rudolf Blass Eduard Fischer Západní Německo        | Atanase Sciotnic Cuprian Macareanu Costel Coşniţă Vasilie Simioncenco Rumunsko        |
| 1974 Mexico City     | Leonid Derevyasnko Nikolay Gorbatchov Pytor Zhurga Anatoliy Zharikin Sovětský svaz      | Csaba Giczi Csongor Vargha István Szabó Zoltán Romhanyi Maďarsko                  | Ryszard Oborski Kazimierz Górecki Grzegorz Kołtan Andrzej Matysiak Polsko             |
| 1975 Bělehrad        | Einar Rasmussen Steinar Amundsen Andreas Orheim Olaf Søyland Norsko                     | Costel Coşniţă Cuprian Macareanu Vasilie Simioncenco Nicuşor Eşanu Rumunsko       | Leonid Derevyasnko Nikolay Gorbatchov Pytor Zhurga Anatoliy Zharikin Sovětský svaz    |
| 1977 Sofia           | Aleksandr Shaparenko Volodymyr Morozov Sergey Nikolskiy Aleksandr Avdeyev Sovětský svaz | Csaba Giczi János Rátkai István Joos Iván Herczeg Maďarsko                        | Andrzej Klimaszewski Krzysztof Lepianka Zbigniew Torzecki Zdzisław Szubski Polsko     |
| 1978 Bělehrad        | Aleksandr Shaparenko Sergey Nikolskiy Volodymyr Morozov Aleksandr Avdeyev Sovětský svaz | Andrzej Klimaszewski Krzysztof Lepianka Zbigniew Torzecki Zdzisław Szubski Polsko | Cuprian Macareanu Ciobann Marian Stefan Popa Nicolae Tico Rumunsko                    |
| 1979 Duisburg        | Aleksandr Shaparenko Sergey Nikolskiy Volodymyr Morozov Aleksandr Avdeyev Sovětský svaz | Andrzej Klimaszewski Krzysztof Lepianka Zbigniew Torzecki Zdzisław Szubski Polsko | Tamás Benkő Péter Konecsny László Szabó Zoltán Romhanyi Maďarsko                      |
| 1981 Nottingham      | Aleksandr Yermilov Nikolay Baranov Sergey Kolokolov Vasiliy Silenkov Sovětský svaz      | Leszek Jamroziński Andrzej Klimaszewski Ryszard Oborski Zdzisław Szubski Polsko   | Stephen Brown Christopher Canham Stephen Jackson Alain Williams Spojené království    |
| 1982 Bělehrad        | Aleksandr Yermilov Nikolay Baranov Sergey Zhuchray Vladimir Romanovskiy Sovětský svaz   | Petrica Dimofte Florian Marinescu Ionel Igorov Anghei Coman Rumunsko              | Kálmán Petrikovics Tamás Szekes László Rasztotzky Tibor Helyi Maďarsko                |
| 1983 Tampere         | Nikolay Astapkovich Aleksandr Avdeyev Nikolay Baranov Aleksandr Yermilov Sovětský svaz  | Harald Amundsen Geir Kvillum Lars Ivar Gran Arne Slettsjø Norsko                  | Ireneusz Ciurzyński Andrzej Klimaszewski Ryszard Oborski Krzysztof Szczepański Polsko |
| 1985 Mechelen        | Zoltán Böjti Tibor Helyi Zoltán Kovács Kálmán Petrovics Maďarsko                        | Tommy Karls Bengt Andersson Peter Ekström Torbjörn Thoresson Švédsko              | Brian Kragh Thor Nielsen Lars Koch Henrik Christiansen Dánsko                         |
| 1986 Montreal        | Nikolay Oselez Grigoriy Medvedyev Sergey Kislev Aleksandr Akunichikov Sovětský svaz     | Ionel Constantin Nicolae Feodoset Ionel Letcae Alexandru Dulau Rumunsko           | Tibor Bojati Tibor Helyi László Nieberl Kálmán Petrovics Maďarsko                     |
| 1987 Duisburg        | Harald Amundsen Arne Slettsjø Morten Ivarsen Arne Johan Almeland Norsko                 | Zoltán Berkes Zoltán Böjti Tibor Helyi Kálmán Petrovics Maďarsko                  | Gilbert Schneider Oliver Kegel Carsten Lömker Thomas Reineck Západní Německo          |
| 1989 Plovdiv         | Vladimir Bobreshov Aleksandr Mizgin Sergey Superata Arturas Veta Sovětský svaz          | Gábor Kulcsár Ákos Angyal Ferenc Csipes László Vincze Maďarsko                    | Andrzej Gajewski Tomasz Franaszek Grzegorz Kaleta Mariusz Rutkowski Polsko            |
| 1990 Poznań          | Dmitriy Bankovskiy Vladimir Bobreshov Aleksandr Mizgin Arturas Veta Sovětský svaz       | Andrzej Gajewski Andrzej Gryczko Grzegorz Kaleta Mariusz Rutkowski Polsko         | Gunar Olsson Hans Olsson Peter Orban Kalle Sundqvist Švédsko                          |
| 1991 Paříž           | Detlef Hofmann Oliver Kegel Thomas Reineck André Wohllebe Německo                       | Ramon Andersson Clint Robinson Ian Rowling Steven Wood Austrálie                  | Jonas Fager Pablo Grate Hans Olsson Peter Orban Švédsko                               |
| 1993 Kodaň           | Thomas Reineck Oliver Kegel André Wohllebe Mario van Appen Německo                      | Andrzej Gryczko Piotr Markiewicz Maciej Freimuth Grzegorz Kołtan Polsko           | Sergey Verlin Vladimir Bobreshov Sergey Tsibuinikov Sergey Gaikov Rusko               |

## K4 500 metrů
| Rok / Místo           | Zlato                                                                                | Stříbro                                                                             | Bronz                                                                           |
| --------------------- | ------------------------------------------------------------------------------------ | ----------------------------------------------------------------------------------- | ------------------------------------------------------------------------------- |
| 1977 Sofia            | Ryszard Oborski Daniel Wełna Grzegorz Kołtan Henryk Budzicz Polsko                   | Ion Dragulschi Beniami Borbandi Policarp Malîhin Vasile Simiocenco Rumunsko         | Herminio Menéndez Martin Vázquez José Ramón López Luis Gregario Ramos Španělsko |
| 1978 Bělehrad         | Peter Bischof Bernd Duvigneau Roland Graupner Harald Marg Východní Německo           | Herminio Menéndez José María Esteban José Ramón López Luis Gregario Ramos Španělsko | Ryszard Oborski Daniel Wełna Grzegorz Kołtan Grzegorz Śledziewski Polsko        |
| 1979 Duisburg         | Bernd Duvigneau Harald Marg Jürgen Dittrich Roland Graupner Východní Německo         | Sergey Zhinkarenko Ionas Sautra Sergey Zhuchray Vladimir Trainikov Sovětský svaz    | Ryszard Oborski Daniel Wełna Grzegorz Kołtan Grzegorz Śledziewski Polsko        |
| 1981 Nottingham       | Igor Gaydamaka Sergey Krivozheyev Igor Polianis Aleksandr Vodovatov Sovětský svaz    | Jens Nordqvist Lars-Erik Möberg Per-Inge Bengtsson Thomas Ohlsson Švédsko           | Frank-Peter Bischof André Wohllebe Rüdiger Helm Harald Marg Východní Německo    |
| 1982 Bělehrad         | Sergey Krivozheyev Igor Gaydamaka Sergey Kolokolov Aleksandr Vodovatov Sovětský svaz | Frank-Peter Bischof Frank Fischer Rüdiger Helm Harald Marg Východní Německo         | Jens Nordqvist Lars-Erik Möberg Per-Inge Bengtsson Thomas Ohlsson Švédsko       |
| 1983 Tampere          | Andreas Stähle Peter Hempel Harald Marg Rüdiger Helm Východní Německo                | Sergey Kolokolov Sergey Zhuchray Arturas Veta Aleksandr Vodovatov Sovětský svaz     | István Imai Attila Császár Zoltán Lorinczy András Rajna Maďarsko                |
| 1985 Mechelen         | André Wohllebe Frank Fischer Peter Hempel Heiko Zinke Východní Německo               | Aleksandr Belov Igor Gaidamaka Viktor Denisov Aleksandr Vodovatov Sovětský svaz     | Karl-Axel Sundqvist Per-Inge Bengtsson Lars-Erik Möberg Per Lundh Švédsko       |
| 1986 Montreal         | Andreas Stähle Frank Fischer André Wohllebe Jens Fiedler Východní Německo            | Aleksandr Matushenko Sergey Kirsanov Nikolay Zhershen Viktor Denisov Sovětský svaz  | Gilbert Schneider Detlef Schmidt Volker Kreutzer Thomas Reineck Západní Německo |
| 1987 Duisburg         | Aleksandr Matushenko Sergey Kirsanov Arturas Veta Viktor Denisov Sovětský svaz       | Robert Chwialkoski Kazimierz Krzyżański Grzegorz Krawców Wojciech Kurpiewski Polsko | Reiner Scholl Thomas Pfrang Volker Kreutzer Thomas Reineck Západní Německo      |
| 1989 Plovdiv          | Viktor Denisov Sergey Kirsanov Aleksandr Matushenko Viktor Pusev Sovětský svaz       | Volker Kreutzer Thomas Pfrang Reiner Scholl Mario von Appen Západní Německo         | Adrian Duschev Petar Godev Nikolay Jordanov Ivan Marinov Bulharsko              |
| 1990 Poznań           | Oleg Gorobiy Sergey Kirsanov Aleksandr Matushenko Viktor Pusev Sovětský svaz         | Matthias Hoppe Uwe Münch Andreas Stähle André Wohllebe Východní Německo             | Attila Ábrahám Ferenc Csipes Gyula Kajner Béla Petrovics Maďarsko               |
| 1991 Paříž            | Detlef Hofmann Oliver Kegel Thomas Reineck André Wohllebe Německo                    | Attila Ábrahám Attila Adám Attila Androvicz László Fidel Maďarsko                   | Sergey Galkov Oleg Gorobiy Sergey Kirsanov Andre Plitkin Sovětský svaz          |
| 1993 Kodaň            | Viktor Denisov Anatoliy Tischenko Aleksandr Ivannik Oleg Gorobiy Rusko               | Thomas Reineck Oliver Kegel Mario van Appen André Wohllebe Německo                  | Zsolt Gyulay Vince Fehérvári Gábor Horváth Attila Ábrahám Maďarsko              |
| 1994 Mexico City      | Viktor Denisov Anatoliy Tishchenko Sergey Verlin Oleg Gorobiy Rusko                  | Florin Scoica Sorin Petcu Martin Popescu Geza Magyar Rumunsko                       | Gábor Horváth Ferenc Csipes Zoltán Antal Róbert Hegedűs Maďarsko                |
| 1995 Duisburg         | Viktor Denisov Anatoliy Tishchenko Sergey Verlin Oleg Gorobiy Rusko                  | Detlef Hofmann Thomas Reineck Mario van Appen Mark Zabel Německo                    | Grzegorz Kotowicz Marek Witkowski Grzegorz Kaleta Dariusz Białkowski Polsko     |
| 1997 Dartmouth        | Zoltán Kammerer Botond Storcz Ákos Vereckei Róbert Hegedűs Maďarsko                  | Torsten Gutsche Mark Zabel Jan Günther Björn Bach Německo                           | Henrik Andersson Nils-Erik Jonsson Andreas Svensson Henrik Nilsson Švédsko      |
| 1998 Szeged           | Torsten Gutsche Mark Zabel Björn Bach Stefan Ulm Německo                             | Botond Storcz Krisztián Bártafai Zsolt Szádoszki Márton Bauer Maďarsko              | Andrey Tissin Andrey Shchegolikhin Vitaliy Gankin Roman Zaroubin Rusko          |
| 1999 Milan            | Torsten Gutsche Mark Zabel Björn Bach Stefan Ulm Německo                             | Andrey Tissin Vitaliy Gankin Aleksandr Ivannik Roman Zaroubin Rusko                 | Zoltán Kammerer Botond Storcz Ákos Vereckei Gábor Horváth Maďarsko              |
| 2001 Poznań           | Roman Zaroubin Aleksandr Ivannik Denys Tourtchenkov Andrey Tissin Rusko              | Vasile Curuzan Marian Babin Geza Magyar Romică Şerban Rumunsko                      | Richard Riszdorfer Michal Riszdorfer Erik Vlček Juraj Bača Slovensko            |
| 2002 Seville          | Richard Riszdorfer Michal Riszdorfer Erik Vlček Juraj Bača Slovensko                 | Roman Piatrushenko Aleksey Skurkovskiy Aleksey Abalmasov Vadzim Makhnev Bělorusko   | Manuel Muñoz Jaime Acuña Aike González Oier Aizpurua Španělsko                  |
| 2003 Gainesville      | Richard Riszdorfer Michal Riszdorfer Erik Vlček Juraj Bača Slovensko                 | Vasile Curuzan Marian Babin Alexandru Ceausu Romică Şerban Rumunsko                 | Aleksandr Ivannik Anatoliy Tishchenko Oleg Gorobiy Vladimir Grushikhin Rusko    |
| 2005 Záhřeb           | Roman Piatrushenko Aleksey Abalmasov Dziamyan Turchyn Vadzim Makhnev Bělorusko       | Michael Riszdorfer Juraj Tarr Andrej Wiebauer Róbert Erban Slovensko                | Franco Benedini Jaka Jazbec Luca Piemonte Antonio Scaduto Itálie                |
| 2006 Szeged           | Richard Riszdorfer Michal Riszdorfer Róbert Erban Erik Vlček Slovensko               | Attila Csamangó Gábor Bozsik Attila Boros Márton Sik Maďarsko                       | Adam Wysocki Paweł Baumann Przmyslaw Gawrych Tomasz Mendelski Polsko            |
| 2007 Duisburg         | Richard Riszdorfer Michal Riszdorfer Erik Vlček Juraj Tarr Slovensko                 | Stanislav Strelchanka Dzianis Zhyhadia Sergey Findziukevich Rusian Bichan Bělorusko | Márton Sik Attila Boros Attila Csamangó Gábor Bozsik Maďarsko                   |
| 2017 Račice           | Tom Liebscher Ronald Rauhe Max Rendschmidt Max Lemke Německo                         | Rodrigo Germade Cristian Toro Carlos Garrote Marcus Walz Španělsko                  | Daniel Havel Jan Štěrba Jakub Špicar Radek Šlouf Česko                          |
| 2018 Montemor-o-Velho | Max Rendschmidt Tom Liebscher Ronald Rauhe Max Lemke Německo                         | Saúl Craviotto Marcus Walz Cristian Toro Rodrigo Germade Španělsko                  | Sándor Tótka Péter Molnár Miklós Dudás István Kuli Maďarsko                     |
| 2019 Szeged           | Max Rendschmidt Tom Liebscher Ronald Rauhe Max Lemke Německo                         | Saúl Craviotto Carlos Arévalo Rodrigo Germade Marcus Walz Španělsko                 | Erik Vlček Adam Botek Csaba Zalka Samuel Baláž Slovensko                        |
| 2021 Kodaň            | Oleh Kukharyk Dmytro Danylenko Igor Trunov Ivan Semykin Ukrajina                     | Samuel Baláž Denis Myšák Csaba Zalka Adam Botek Slovensko                           | Jakub Špicar Daniel Havel Jan Vorel Radek Šlouf Česko                           |
| 2022 Dartmouth        | Saúl Craviotto Carlos Arévalo Marcus Cooper Rodrigo Germade Španělsko                | Max Rendschmidt Tom Liebscher Jacob Schopf Max Lemke Německo                        | Oleh Kukharyk Dmytro Danylenko Ihor Trunov Ivan Semykin Ukrajina                |
| 2023 Duisburg         | Max Rendschmidt Max Lemke Jacob Schopf Tom Liebscher Německo                         | Bence Nádas Kolos Csizmadia István Kuli Sándor Tótka Maďarsko                       | Oleh Kukharyk Dmytro Danylenko Ihor Trunov Ivan Semykin Ukrajina                |

## K1 200 metrů
| Rok / Místo           | Zlato                    | Stříbro                    | Bronz                                  |
| --------------------- | ------------------------ | -------------------------- | -------------------------------------- |
| 1994 Mexico City      | Sergey Kaleshink (BLR)   | Vince Fehérvári (HUN)      | Miguel Garcia (ESP)                    |
| 1995 Duisburg         | Piotr Markiewicz (POL)   | Sergey Kaleshink (BLR)     | Ren Crichlow (CAN)                     |
| 1997 Dartmouth        | Vince Fehérvári (HUN)    | Grzegorz Kotowicz (POL)    | Oleksey Slivinskiy (UKR)               |
| 1998 Szeged           | Michael Kolganov (ISR)   | Oleksey Slivinskiy (UKR)   | Ognjen Filipović (YUG)                 |
| 1999 Milan            | Michael Kolganov (ISR)   | Oleksey Slivinskiy (UKR)   | Ronald Rauhe (GER)                     |
| 2001 Poznań           | Ronald Rauhe (GER)       | Oleksey Slivinskiy (UKR)   | Anton Ryakhov (UZB)                    |
| 2002 Seville          | Ronald Rauhe (GER)       | Anton Ryakhov (UZB)        | Romas Petrukanecas (LTU)               |
| 2003 Gainesville      | Ronald Rauhe (GER)       | Vince Fehérvári (AUS)      | Anton Ryakhov (UZB)                    |
| 2005 Záhřeb           | Carlos Pérez (ESP)       | Thomasz Medelski (POL)     | Anton Ryakhov (RUS)                    |
| 2006 Szeged           | Ronald Rauhe (GER)       | Carlos Pérez (ESP)         | Mykola Kremer (UKR)                    |
| 2007 Duisburg         | Jonas Ems (GER)          | Vytautas Vaičikonis (LTU)  | Gergely Gyertyános (HUN)               |
| 2009 Dartmouth        | Ronald Rauhe (GER)       | Oleg Kharytonov (UKR)      | Artem Kononuk (RUS)                    |
| 2010 Poznań           | Ed McKeever (GBR)        | Ronald Rauhe (GER)         | Piotr Siemionowski (POL)               |
| 2011 Szeged           | Piotr Siemionowski (POL) | Ed McKeever (GBR)          | Ronald Rauhe (GER)                     |
| 2013 Duisburg         | Petter Öström (SWE)      | Mark de Jonge (CAN)        | Saúl Craviotto (ESP)                   |
| 2014 Moskva           | Mark de Jonge (CAN)      | Petter Menning (SWE)       | Ed McKeever (GBR) Saúl Craviotto (ESP) |
| 2015 Milan            | Mark de Jonge (CAN)      | Maxime Beaumont (FRA)      | Petter Menning (SWE)                   |
| 2017 Račice           | Liam Heath (GBR)         | Bence Horváth (HUN)        | Aleksejs Rumjancevs (LAT)              |
| 2018 Montemor-o-Velho | Carlos Garrote (ESP)     | Artūras Seja (LTU)         | Evgenii Lukantsov (RUS)                |
| 2019 Szeged           | Liam Heath (GBR)         | Strahinja Stefanović (SRB) | Carlos Garrote (ESP)                   |
| 2021 Kodaň            | Andrea Di Liberto (ITA)  | Petter Menning (SWE)       | Roberts Akmens (LAT)                   |
| 2022 Dartmouth        | Carlos Arévalo (ESP)     | Petter Menning (SWE)       | Kolos Csizmadia (HUN)                  |
| 2023 Duisburg         | Artūras Seja (LTU)       | Badri Kavelashvili (GEO)   | Carlos Garrote (ESP)                   |

## K2 200 metrů (ukončeno)
| Rok / Místo           | Zlato                                             | Stříbro                                          | Bronz                                            |
| --------------------- | ------------------------------------------------- | ------------------------------------------------ | ------------------------------------------------ |
| 1994 Mexico City      | Maciej Freimut Adam Wysocki Polsko                | Romică Şerban Daniel Stoian Rumunsko             | Kay Bluhm Torsten Gutsche Německo                |
| 1995 Duisburg         | Stein Jorgensen John Mooney USA                   | Romică Şerban Daniel Stoian Rumunsko             | Zsolt Guylay Krisztián Bártfai Maďarsko          |
| 1997 Dartmouth        | Vince Fehérvári Róbert Hegedűs Maďarsko           | Beniamino Bonomi Paolo Tommasini Itálie          | Henrik Andersson Henrik Nilsson Švédsko          |
| 1998 Szeged           | Vince Fehérvári Róbert Hegedűs Maďarsko           | Sergey Verlin Anatoliy Tishchenko Rusko          | Geza Magyar Romică Şerban Rumunsko               |
| 1999 Milan            | Vince Fehérvári Róbert Hegedűs Maďarsko           | Roman Zaroubin Aleksandr Ivannik Rusko           | Marek Twardowski Adam Wysocki Polsko             |
| 2001 Poznań           | Alvydas Duonėla Egidijus Balčiūnas Litva          | Ronald Rauhe Tim Wieskötter Německo              | Mykola Zaichenkov Mykhaylo Luchnik Ukrajina      |
| 2002 Seville          | Alvydas Duonėla Egidijus Balčiūnas Litva          | Marek Twardowski Adam Wysocki Polsko             | Ronald Rauhe Tim Wieskötter Německo              |
| 2003 Gainesville      | Alvydas Duonėla Egidijus Balčiūnas Litva          | Marek Twardowski Adam Wysocki Polsko             | Ronald Rauhe Tim Wieskötter Německo              |
| 2005 Záhřeb           | Dragan Zorić Ognjen Filipović Srbsko a Černá Hora | Alvydas Duonėla Egidijus Balčiūnas Litva         | Marek Twardowski Adam Wysocki Polsko             |
| 2006 Szeged           | Ronald Rauhe Tim Wieskötter Německo               | Marek Twardowski Adam Wysocki Polsko             | Dragan Zorić Ognjen Filipović Srbsko             |
| 2007 Duisburg         | Raman Piatrushenka Vadzim Makhneu Bělorusko       | Ronald Rauhe Tim Wieskötter Německo              | Dragan Zorić Ognjen Filipović Srbsko             |
| 2009 Dartmouth        | Raman Piatrushenka Vadzim Makhneu Bělorusko       | Saúl Craviotto Carlos Pérez Španělsko            | Andrew Willows Richard Dober Jr. Kanada          |
| 2010 Poznań           | Arnaud Hybois Sébastien Jouve Francie             | Saúl Craviotto Carlos Pérez Španělsko            | Liam Heath Jonathon Schofield Spojené království |
| 2011 Szeged           | Arnaud Hybois Sebastien Jouve Francie             | Jonathon Schofield Liam Heath Spojené království | Raman Piatrushenka Vadzim Makhneu Bělorusko      |
| 2013 Duisburg         | Yury Postrigay Alexander Dyachenko Rusko          | Liam Heath Jon Schofield Spojené království      | Ronald Rauhe Jonas Ems Německo                   |
| 2014 Moskva           | Nebojša Grujić Marko Novaković Srbsko             | Tom Liebscher Ronald Rauhe Německo               | Maxime Beaumont Sébastien Jouve Francie          |
| 2015 Milan            | Sándor Tótka Péter Molnár Maďarsko                | Yury Postrigay Alexander Dyachenko Rusko         | Nebojša Grujić Marko Novaković Srbsko            |
| 2017 Račice           | Balázs Birkás Márk Balaska Maďarsko               | Cristian Toro Carlos Garrote Španělsko           | Marko Novaković Nebojša Grujić Srbsko            |
| 2018 Montemor-o-Velho | Balázs Birkás Márk Balaska Maďarsko               | Cristian Toro Saúl Craviotto Španělsko           | Marko Novaković Nebojša Grujić Srbsko            |
| 2019 Szeged           | Yury Postrigay Alexander Dyachenko Rusko          | Piotr Mazur Bartosz Grabowski Polsko             | Márk Balaska Nebojša Grujić Maďarsko             |

## K4 200 metrů (ukončeno)
| Rok / Místo      | Zlato                                                                          | Stříbro                                                                  | Bronz                                                                          |
| ---------------- | ------------------------------------------------------------------------------ | ------------------------------------------------------------------------ | ------------------------------------------------------------------------------ |
| 1994 Mexico City | Anatoliy Tishchenko Oleg Gorobiy Sergey Verlin Viktor Denisov Rusko            | Florin Scoica Sorin Petcu Martin Popescu Geza Magyar Rumunsko            | Michał Śliwiński Andrey Petrov Yuriy Kichayev Andrey Borzukov Ukrajina         |
| 1995 Duisburg    | Krisztián Bártfai Gyula Kajner Antal Páger Gábor Pankotai Maďarsko             | Anatoliy Tishchenko Oleg Gorobiy Sergey Verlin Viktor Denisov Rusko      | Thomas Reineck André Wohllebe Jan Günther Mark Zabel Německo                   |
| 1997 Dartmouth   | Anatoliy Tishchenko Oleg Gorobiy Sergey Verlin Aleksandr Ivannik Rusko         | Vince Fehérvári Krisztián Bártfai Gábor Horvarth Róbert Hegedűs Maďarsko | Torsten Gutsche Mark Zabel Jan Günther Björn Bach Německo                      |
| 1998 Szeged      | Gyula Kajner Vince Fehérvári István Beé Róbert Hegedűs Maďarsko                | Antonio Rossi Beniamino Bonomi Ivano Lussignoli Luca Negri Itálie        | Andreas Gjersø Nils Olav Fjeldheim Knut Holmann Robby Roarsen Hangli Norsko    |
| 1999 Milan       | Vince Fehérvári Gyula Kajner István Beé Róbert Hegedűs Maďarsko                | Piotr Markiewicz Marek Twardowski Adam Wysocki Paweł Łakomy Polsko       | Anatoliy Tishchenko Andrey Shchegolikhin Oleg Gorobiy Vitaly Gankin Rusko      |
| 2001 Poznań      | Vince Fehérvári Gyula Kajner István Beé Róbert Hegedűs Maďarsko                | Roman Zaroubin Aleksandr Ivannik Denys Tourtchenkov Andrey Tissin Rusko  | Oleskey Slivinskiy Mykola Zalchenkov Mykhaylo Luchnik Boris Markin Ukrajina    |
| 2002 Seville     | Martin Chorváth Rastislav Kužel Ladislav Belovič Juraj Lipták Slovensko        | Manuel Muñoz Jaime Acuña Aike González Oier Aizpurua Španělsko           | Vince Fehérvári Róbert Hegedűs Gábor Horváth István Beé Maďarsko               |
| 2003 Gainesville | Oleskey Slivinskiy Mykhaylo Luchnik Mykola Zalchenkov Andriy Borzukov Ukrajina | Vasile Curuzan Marian Babin Alexandru Ceausu Romică Şerban Rumunsko      | Manuel Muñoz Jaime Acuña Aike González Oier Aizpurua Španělsko                 |
| 2005 Záhřeb      | Viktor Kadler István Beé Balázs Babella Gergely Gyertyános Maďarsko            | Norman Bröckl Björn Bach Björn Goldschmidt Jonas Ems Německo             | Raman Piatrushenka Aleksey Abalmasov Dziamyan Turchyn Vadzim Makhneu Bělorusko |
| 2006 Szeged      | Milan Djenadić Ognjen Filipović Bora Sibinkic Dragan Zorić Srbsko              | Viktor Kadler Gergely Gyertyános Balázs Babella István Beé Maďarsko      | Sergey Kosilov Konstantin Vishnyakov Stepan Shevchuk Sergey Khovanskiy Rusko   |
| 2007 Duisburg    | Viktor Kadler István Beé Gergely Boros Balázs Babella Maďarsko                 | Ognjen Filipović Dragan Zorić Bora Sibinkic Milan Djenadić Srbsko        | Stepan Shevchuk Anton Vasilev Konstantin Vishnyakov Sergey Khovanskiy Rusko    |
| 2009 Dartmouth   | Raman Piatrushenka Taras Valko Dziamyan Turchyn Vadzim Makhneu Bělorusko       | Richard Riszdorfer Michal Riszdorfer Erik Vlček Juraj Tarr Slovensko     | Alexander Dyachenko Sergey Khovanskiy Stepan Shevchuk Roman Zarubin Rusko      |

## K1 4 x 200 metrů štafeta (ukončeno)
| Rok / Místo    | Zlato                                                                  | Stříbro                                                                   | Bronz                                                                          |
| -------------- | ---------------------------------------------------------------------- | ------------------------------------------------------------------------- | ------------------------------------------------------------------------------ |
| 2009 Dartmouth | Francisco Llera Saúl Craviotto Carlos Pérez Ekaitz Saies Španělsko     | Norman Bröckl Jonas Ems Torsten Lubisch Ronald Rauhe Německo              | Guillaume Burger Arnaud Hybois Sébastien Jouve Jean Baptiste Lutz Francie      |
| 2010 Poznań    | Saúl Craviotto Francisco Llera Pablo Andres Carlos Pérez Španělsko     | Ed McKeever Jonathon Schofield Liam Heath Edward Cox Spojené království   | Viktor Zavolskiy Alexander Dyachenko Yevgeny Salakhov Alexander Nikolaev Rusko |
| 2011 Szeged    | Saul Craviotto Ekaitz Saies Carlos Perez Rial Pablo Andres Španělsko   | Viktor Zavolsky Alexander Dyachenko Mikhail Tamonov Evgeny Salakhov Rusko | Casper Nielsen Jimmy Bøjesen Kasper Bleibach Lasse Nielsen Dánsko              |
| 2013 Duisburg  | Piotr Siemionowski Denis Amroziak Sebastian Szypula Dawid Putto Polsko | Yury Postrigay Maxim Molochkov Oleg Kharitonov Alexander Dyachenko Rusko  | Miklós Dudás Sándor Tótka Péter Molnár Dávid Hérics Maďarsko                   |
| 2014 Moskva    | Miklós Dudás Dávid Hérics Bence Nádas Sándor Tótka Maďarsko            | Maxime Beaumont Étienne Hubert Arnaud Hybois Sébastien Jouve Francie      | Liam Heath Ed McKeever Kristian Reeves Jon Schofield Spojené království        |

## K1 5000 metrů
| Rok / Místo           | Zlato                  | Stříbro                   | Bronz                    |
| --------------------- | ---------------------- | ------------------------- | ------------------------ |
| 2010 Poznań           | Ken Wallace (AUS)      | Max Hoff (GER)            | Maximilian Benassi (ITA) |
| 2011 Szeged           | Max Hoff (GER)         | Aleh Yurenia (BLR)        | Maximilian Benassi (ITA) |
| 2013 Duisburg         | Ken Wallace (AUS)      | Daniel Dal Bo (ARG)       | Edward Rutherford (GBR)  |
| 2014 Moskva           | Ken Wallace (AUS)      | Max Hoff (GER)            | Cyrille Carré (FRA)      |
| 2015 Milan            | Ken Wallace (AUS)      | Max Hoff (GER)            | Aleh Yurenia (BLR)       |
| 2017 Račice           | Fernando Pimenta (POR) | Max Hoff (GER)            | Aleh Yurenia (BLR)       |
| 2018 Montemor-o-Velho | Fernando Pimenta (POR) | René Holten Poulsen (DEN) | Javier Hernanz (ESP)     |
| 2019 Szeged           | Aleh Yurenia (BLR)     | Max Hoff (GER)            | Fernando Pimenta (POR)   |
| 2021 Kodaň            | Bálint Noé (HUN)       | Fernando Pimenta (POR)    | Mads Pedersen (DEN)      |
| 2022 Dartmouth        | Joakim Lindberg (SWE)  | Tamás Gecső (GER)         | Francisco Cubelos (ESP)  |
| 2023 Duisburg         | Mads Pedersen (DEN)    | Fernando Pimenta (POR)    | Nico Paufler (GER)       |

## K2 mix 200 m
Debuted: 2021
| Rok / Místo | Zlato                              | Stříbro                                     | Bronz                                        |
| ----------- | ---------------------------------- | ------------------------------------------- | -------------------------------------------- |
| 2021 Kodaň  | Anna Lucz Kolos Csizmadia Maďarsko | Messias Baptista Francisca Laia Portugalsko | Marta Walczykiewicz Bartosz Grabowski Polsko |

## K2 mix 500 m
Debuted: 2021
| Rok / Místo    | Zlato                                 | Stříbro                                     | Bronz                                |
| -------------- | ------------------------------------- | ------------------------------------------- | ------------------------------------ |
| 2022 Dartmouth | Alyssa Bull Jackson Collins Austrálie | Teresa Portela Fernando Pimenta Portugalsko | Tobias Schultz Caroline Arft Německo |
| 2023 Duisburg  | Lena Röhlings Jacob Schopf Německo    | Alyssa Bull Jackson Collins Austrálie       | Bárbara Pardo Íñigo Peña Španělsko   |